# Soraluze
Soraluze (in het Baskisch) of Placencia de las Armas (in het Spaans) is een gemeente in de Spaanse provincie Gipuzkoa in de regio Baskenland met een oppervlakte van 14 km². Soraluze telt 3.944 inwoners (1 januari 2016).